# Helbirga Babenberška
Helbirga Babenberška (češko Helbirga Babenberská) je bila kot žena Bořivoja II. v letih 1100-1107 in 1117-1120 vojvodinja žena Češke, * ni znano, † 13. julij 1142, Göttweig.
Helbirga je bila hčerka avstrijskega mejnega grofa Leopolda II. in Ide Formbaške. 
Z Bořivom II. se je poročila oktobra 1100 v Znojmu.
Ko je Bořivoj leta 1120 pobegnil na Ogrsko, se je preselila nazaj v Avstrijo, kjer ji je dal zatočišče njen brat, avstrijski mejni grof Leopold III. Vstopila je v opatijo Göttweig, kjer je leta 1142 umrla.
| Helbirga Babenberška Umrl: 13. julij 1142 |                                 |                            |
| Nazivi za člane kraljevske družine        |                                 |                            |
| Predhodnik: Lukarta Bogenska              | Vojvodinja žena Češke 1100-1107 | Naslednik: Richezna Berška |
| Predhodnik: Richezna Berška               | Vojvodinja žena Češke 1117-1120 | Naslednik: Richezna Berška |